# Fortificaciones de Senglea
Las fortificaciones de Senglea (en maltés: Is-Swar tal-Isla) son una serie de muros defensivos y otras fortificaciones que rodean la ciudad de Senglea, Malta. La primera fortificación que se construyó fue el Fuerte de San Miguel en 1552, y la mayoría de las fortificaciones se construyeron durante la siguiente década cuando fue fundada por el Gran Maestre Claude de la Sengle. Las modificaciones continuaron hasta el siglo XVIII, pero gran parte de las fortificaciones fueron demolidas entre los siglos XIX y XX. Hoy, todo lo que queda de las fortificaciones de Senglea son los bastiones que dan al mar y parte del frente terrestre.
Las fortificaciones de Senglea han estado en la lista provisional de sitios del Patrimonio Mundial de la UNESCO de Malta desde 1998, como parte de las Fortificaciones de los Caballeros alrededor de los Puertos de Malta.

## Historia

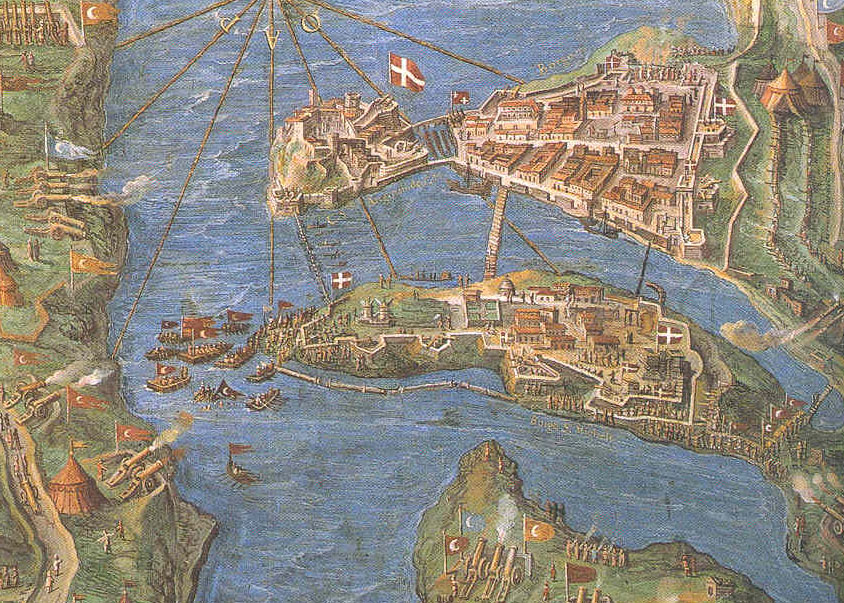
Mapa de Senglea (abajo) y Birgu (arriba) durante el Gran Asedio de Malta

La ciudad de Senglea y sus fortificaciones se construyeron como resultado del ataque de 1551. Tras el ataque, la Orden de San Juan se dio cuenta de la necesidad de construir más defensas, y un año después se empezaron a construir dos fuertes. El primero de ellos fue el Fuerte de San Telmo en la punta de la península de Sciberras (ahora La Valeta ), mientras que el segundo fue el Fuerte de San Miguel, que se construyó en una península conocida como l'Isola. En 1553 toda la península comenzó a estar rodeada de fortificaciones y luego se convirtió en una ciudad. Fue llamada Senglea en honor al Gran Maestre gobernante, Claude de la Sengle.
La ciudad desempeñó un papel importante en el Gran Asedio de Malta de 1565, cuando fue atacada repetidamente por las fuerzas invasoras otomanas. No cayó, y se le dio el título de Città Invicta (ciudad no conquistada). Después del asedio, la Orden comenzó a construir su nueva capital de La Valeta y, mientras tanto, Senglea quedó abandonada. El arquitecto Francesco Laparelli incluso propuso que la ciudad fuera arrasada. Finalmente, esta propuesta fue ignorada y las defensas de la ciudad fueron reparadas, quedando terminadas en 1581.
En los siglos XVII y XVIII se añadieron varias obras exteriores. Además, se construyeron las Líneas de Santa Margarita y las Líneas de Cottonera alrededor de los frentes terrestres de Senglea y Birgu. Estas nuevas líneas aumentaron la fuerza de la posición defensiva, pero también redujeron la importancia del frente terrestre de Senglea.
Grandes partes de las fortificaciones de Senglea en el lado de Corradino fueron demolidas y reconstruidas para dar paso a parte del Astillero de Malta en el siglo XIX. El frente de tierra también fue muy alterado a principios del siglo XX, pero las fortificaciones restantes se incluyeron en la Lista de Antigüedades de 1925. Toda la ciudad, incluidas partes de sus fortificaciones, resultó gravemente dañada por los bombardeos aéreos de la Segunda Guerra Mundial.
En los últimos años se han restaurado partes del frente terrestre y los bastiones que dan al mar.

## Disposición

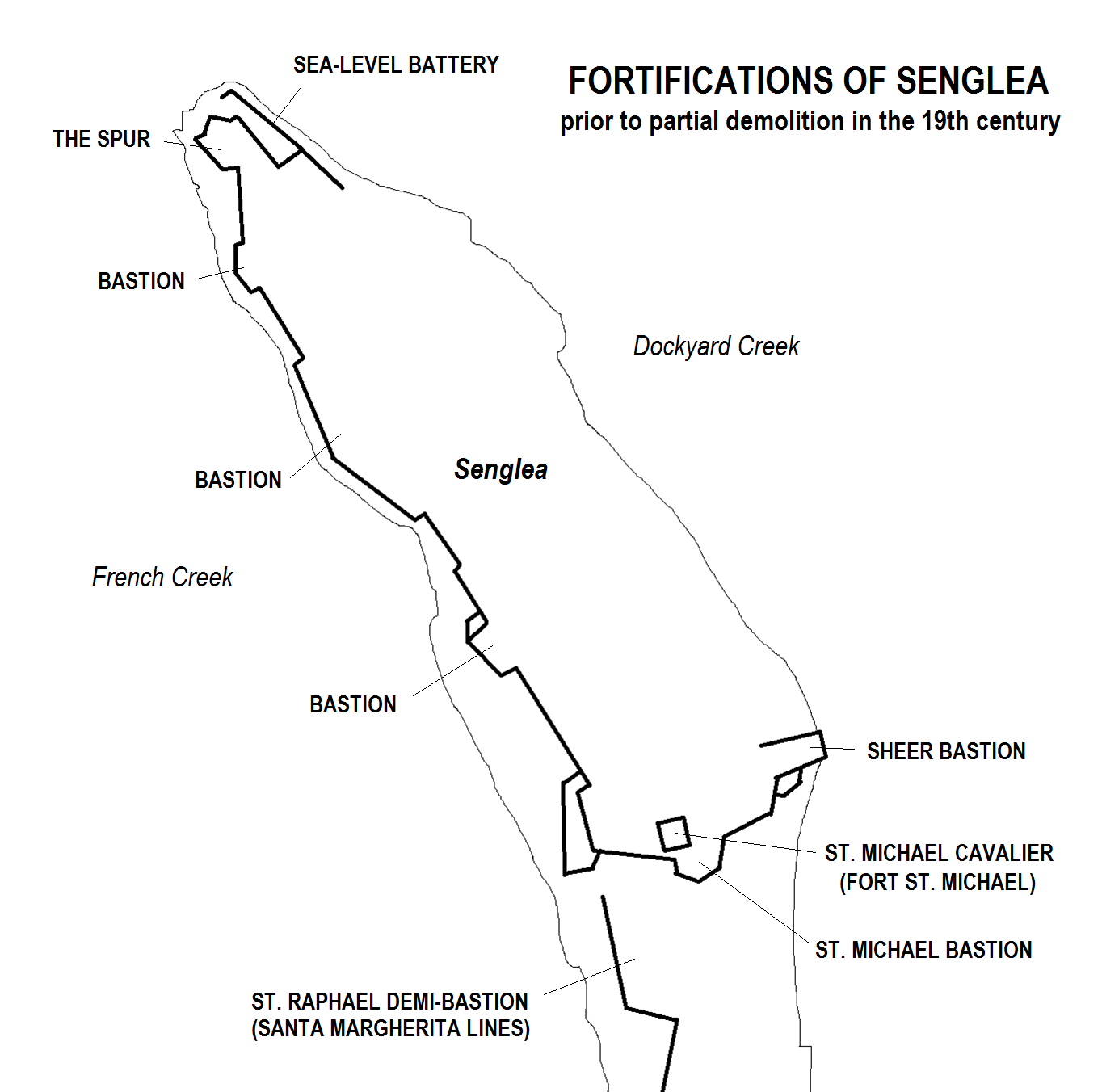
Mapa de las fortificaciones de Senglea antes de su demolición parcial en el.

Las fortificaciones de Senglea, tal como son hoy en día, consisten en (enumeradas en el sentido de las agujas del reloj desde el frente terrestre hasta el Espolón):
- Bastión Sheer, también conocido como il-Maċina - un bastión en forma de cuña en Dockyard Creek.[7] En la parte superior del bastión se montó originalmente un dispositivo para montar los mástiles de las galeras.[8][9]
- Un muro cortina con casamatas que une el bastión Sheer con el bastión St. Miguel. El muro cortina contiene la puerta de Santa Ana, la puerta principal de Senglea. En el muro de contención todavía se pueden ver algunos daños causados por los bombardeos aéreos de la Segunda Guerra Mundial.[10]
- Bastión de San Miguel - el principal bastión del frente terrestre de Senglea, que contiene una gran echaugette.[11]
  - St. Michael Cavalier: un caballero que originalmente era el Fuerte San Miguel . Fue demolido en 1921, pero se ha conservado una pequeña parte de su base.[12]
- Muro cortina que unía originalmente el Baluarte de San Miguel con un semibaluarte del lado de Corradino. El semi-bastión fue demolido en el siglo XIX.[13]
- Un largo tramo de muro cortina en el lado de Corradino. La estructura actual fue construida en el siglo XIX, reemplazando las fortificaciones originales que tuvieron que ser demolidas para dar paso al astillero.[14]
- El Espolón: el bastión marítimo de Senglea, frente a La Valeta. Contiene una garita reconstruida (el original fue desmantelado en la Segunda Guerra Mundial), y su parte superior es ahora un jardín público.[15]
- Una batería a nivel del mar (a veces denominada Batería de Espolón Inferior) en la base del Espolón. Fue diseñado por Carlos de Grunenbergh en la década de 1680 y tiene diez troneras.[16]

## Galería

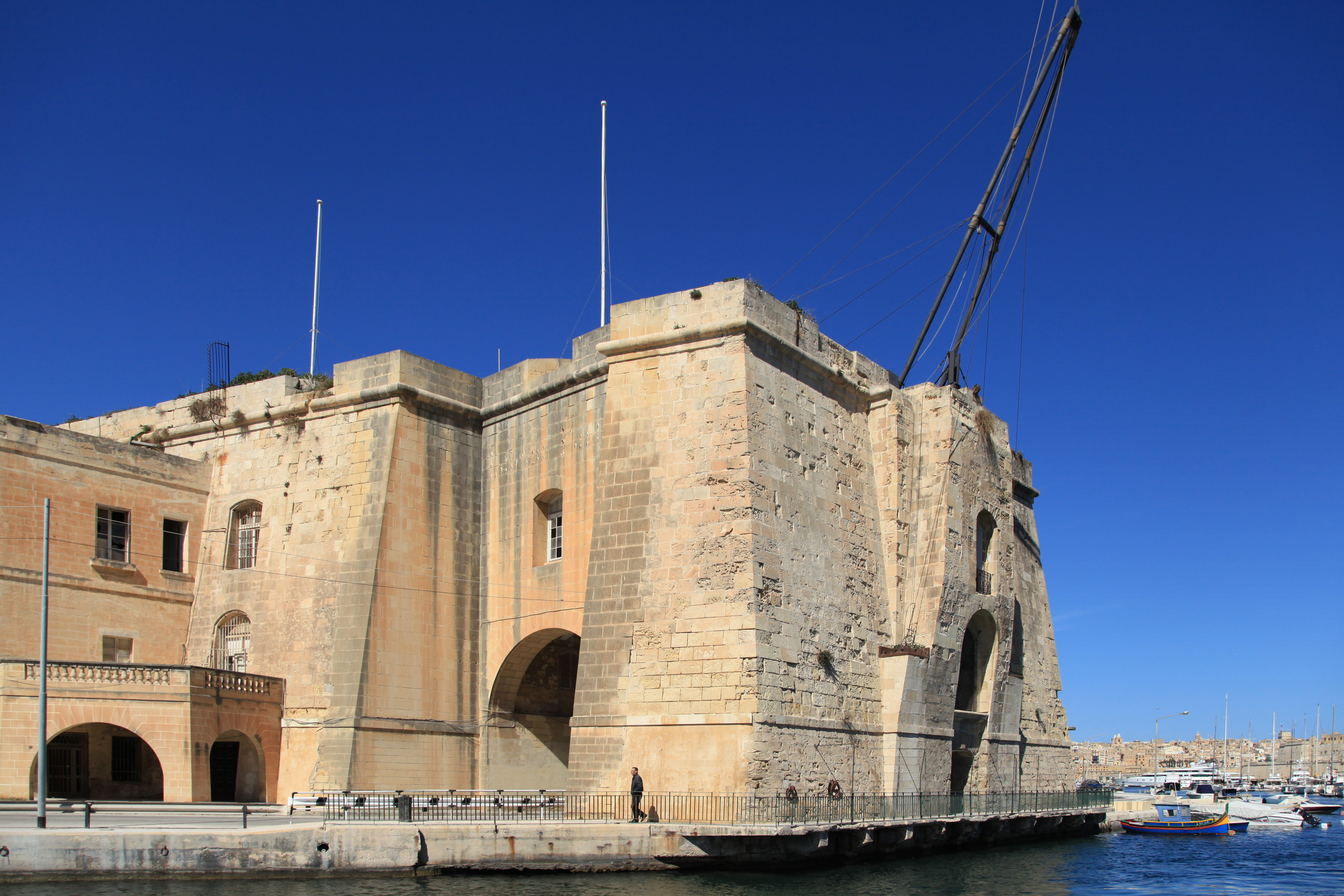
Bastión Sheer (il-Maċina)
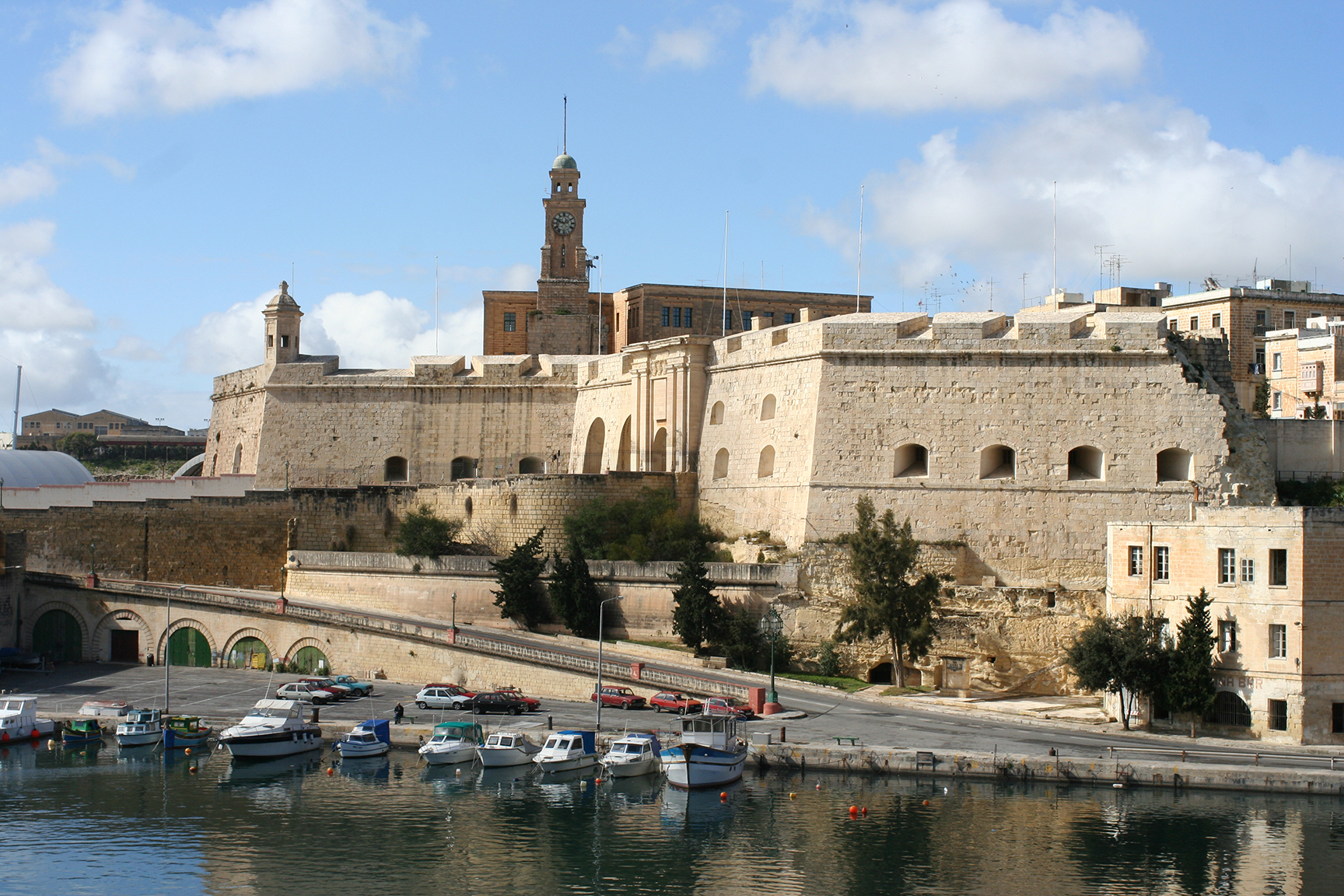
Bastion San Miguel y el muro cortina dañado que originalmente lo unía al Bastión Sheer
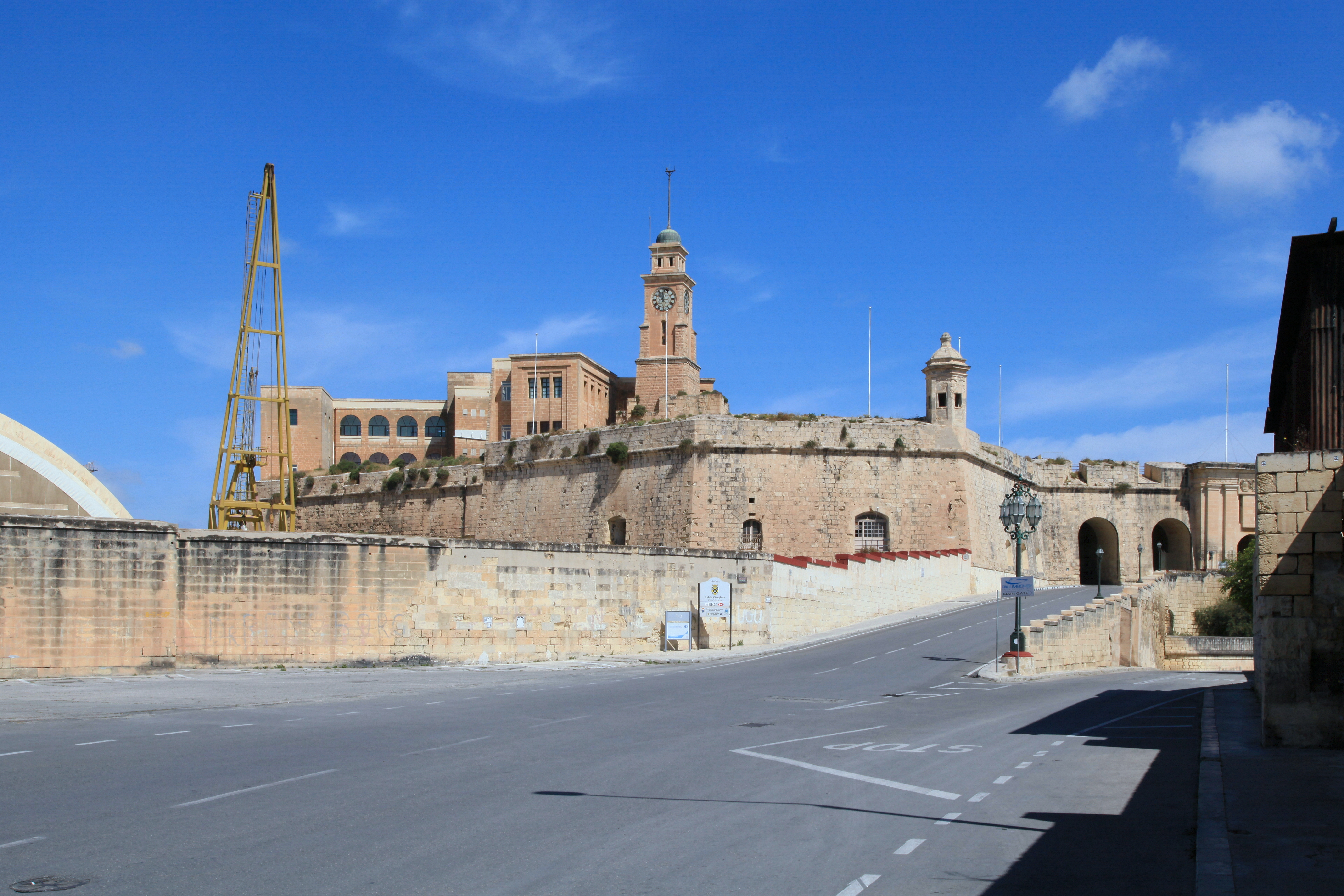
Bastión St. Miguel  (el sitio de la torre del reloj fue originalmente el Fuerte San Miguel )
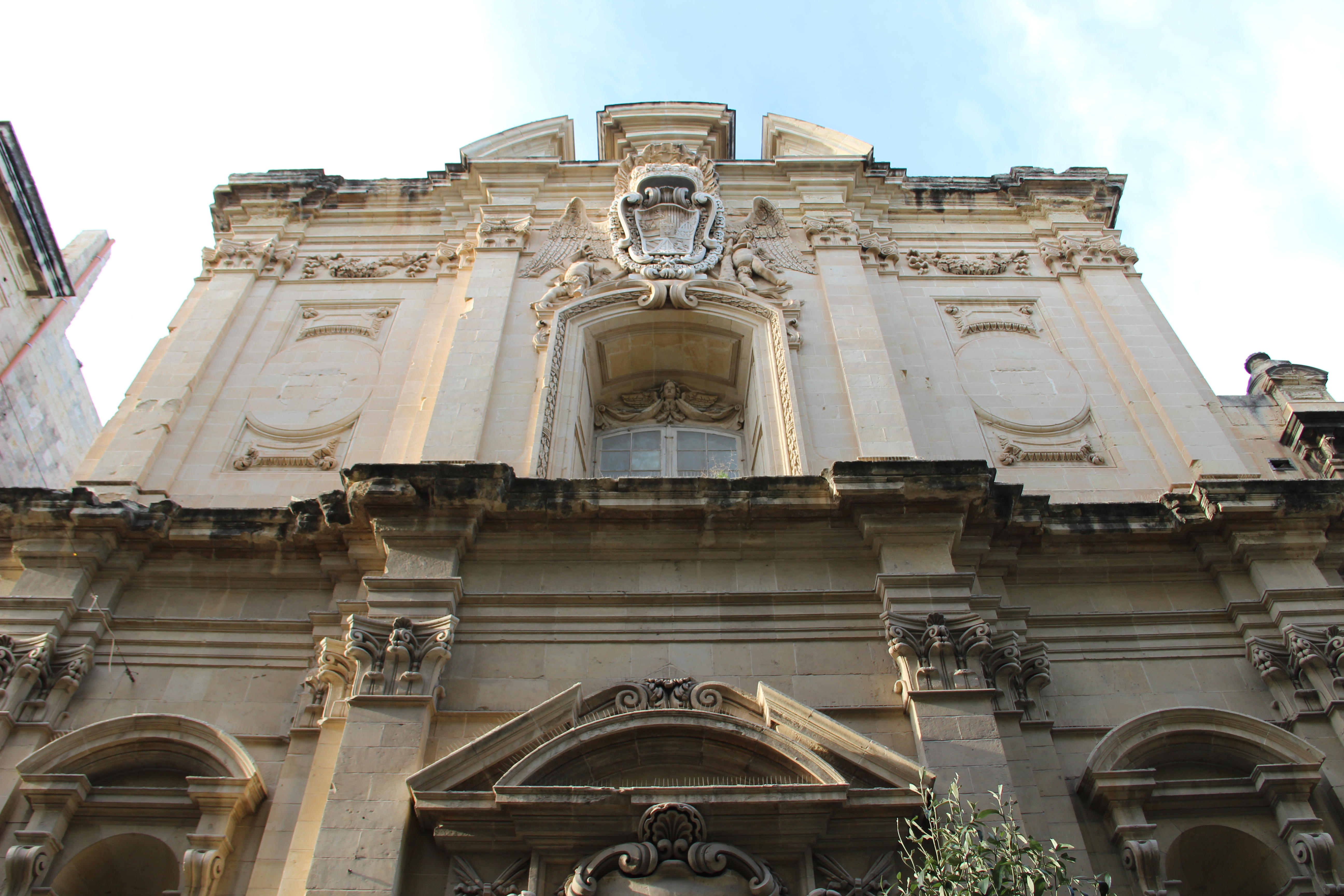
El recinto frente a Corradino
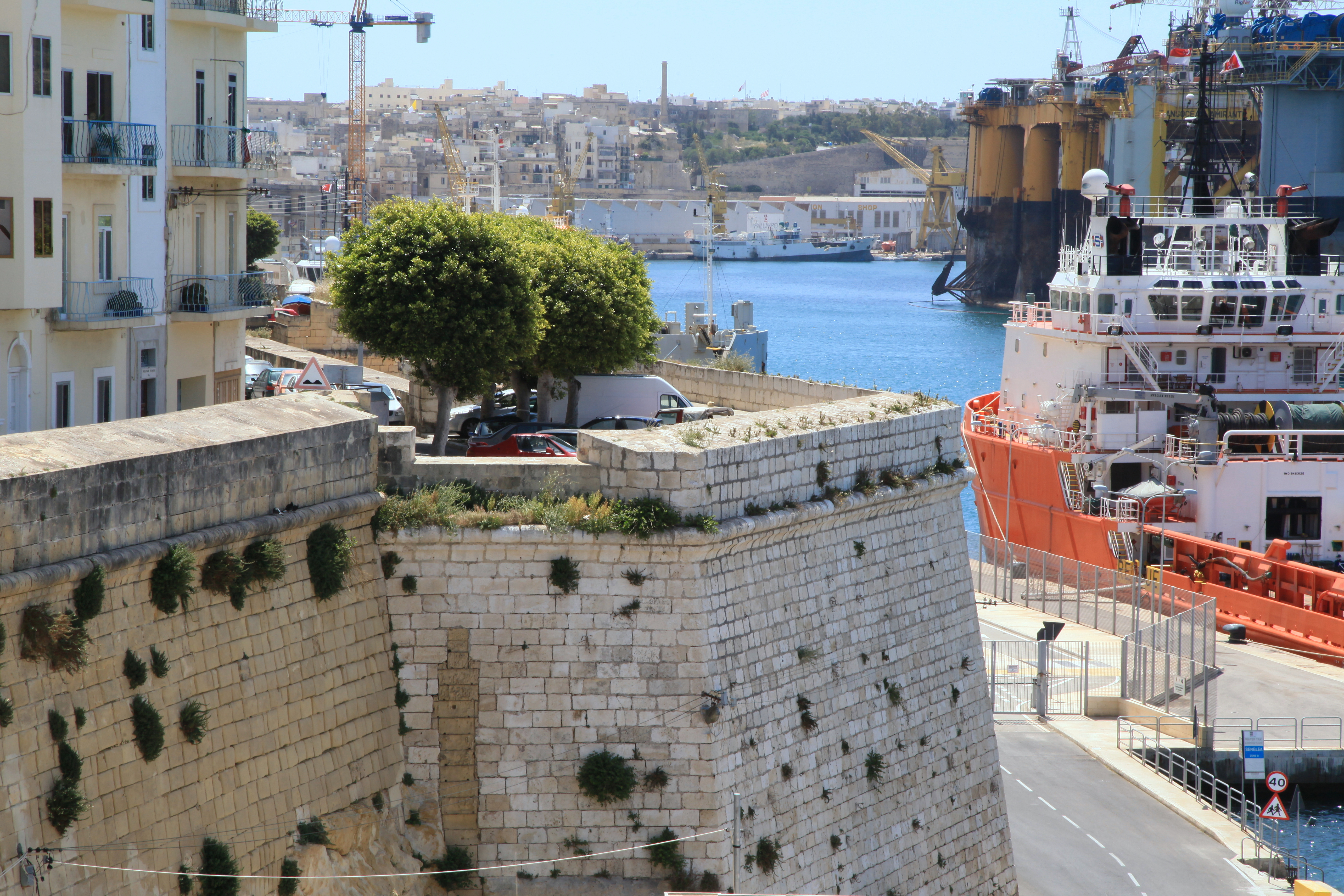
Pequeño baluarte dentro del recinto frente a Corradino
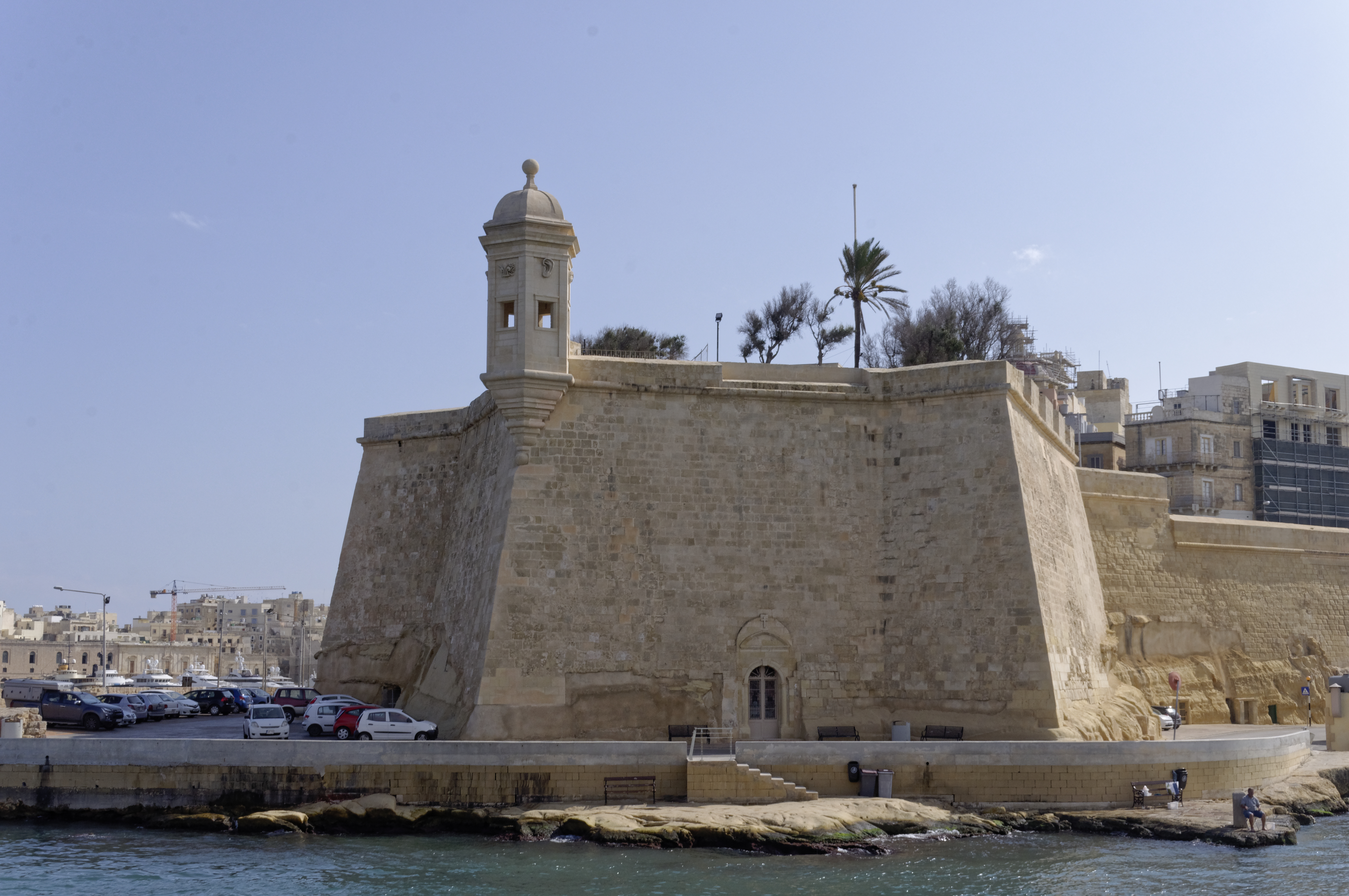
El Espolón
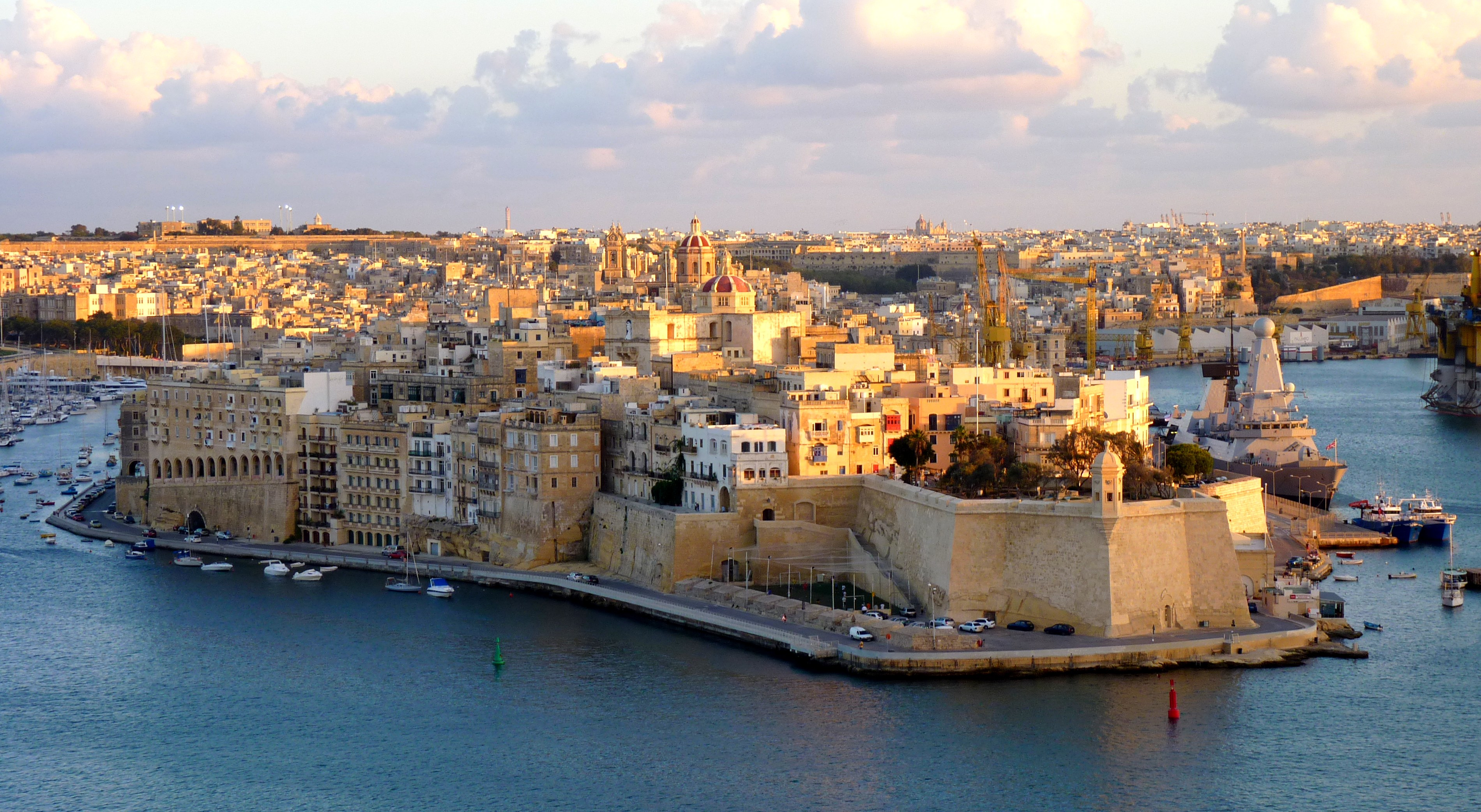
El Espolón visto desde los Jardines de Upper Barrakka
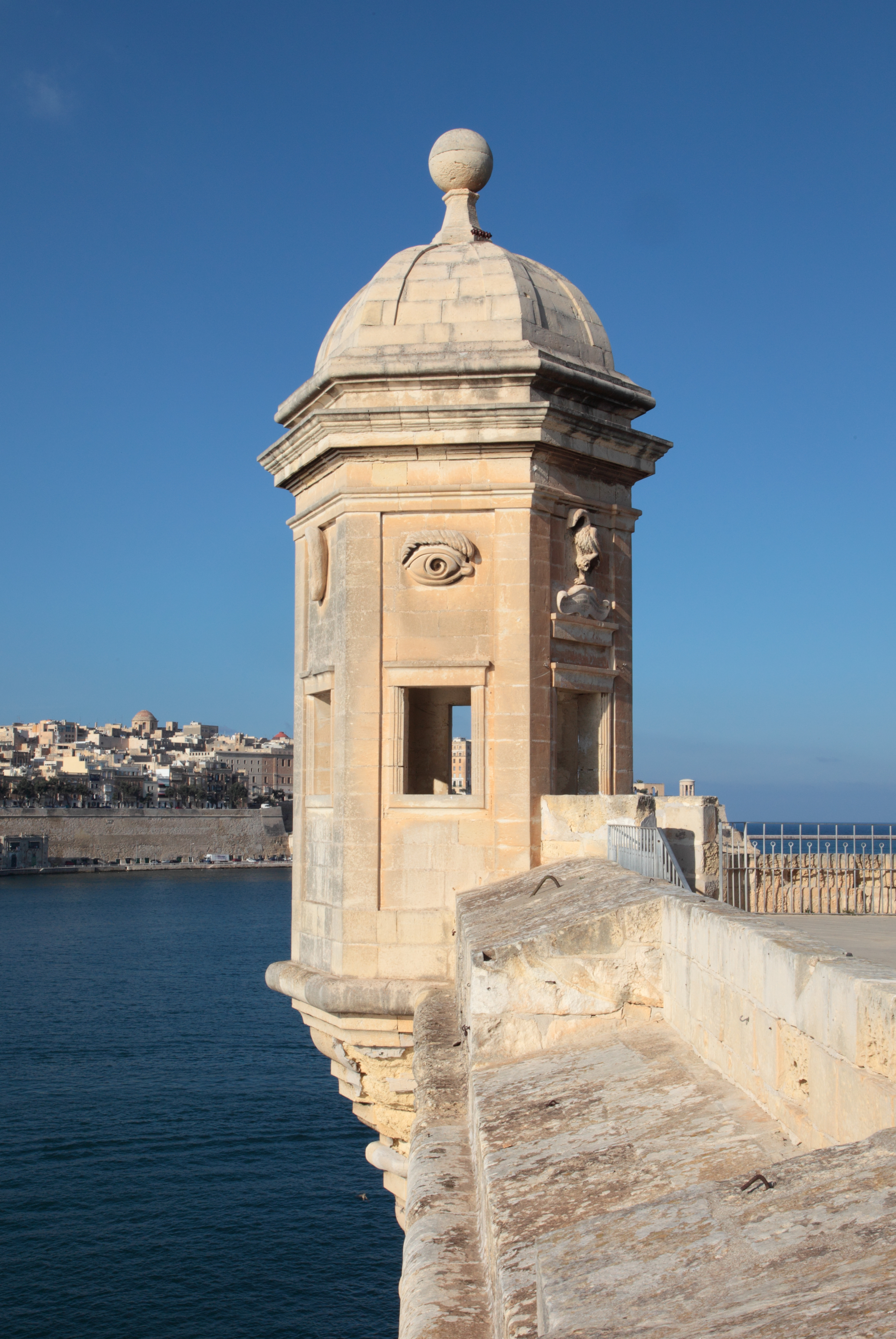
Garita reconstruida (Gardjola) en el Espolón
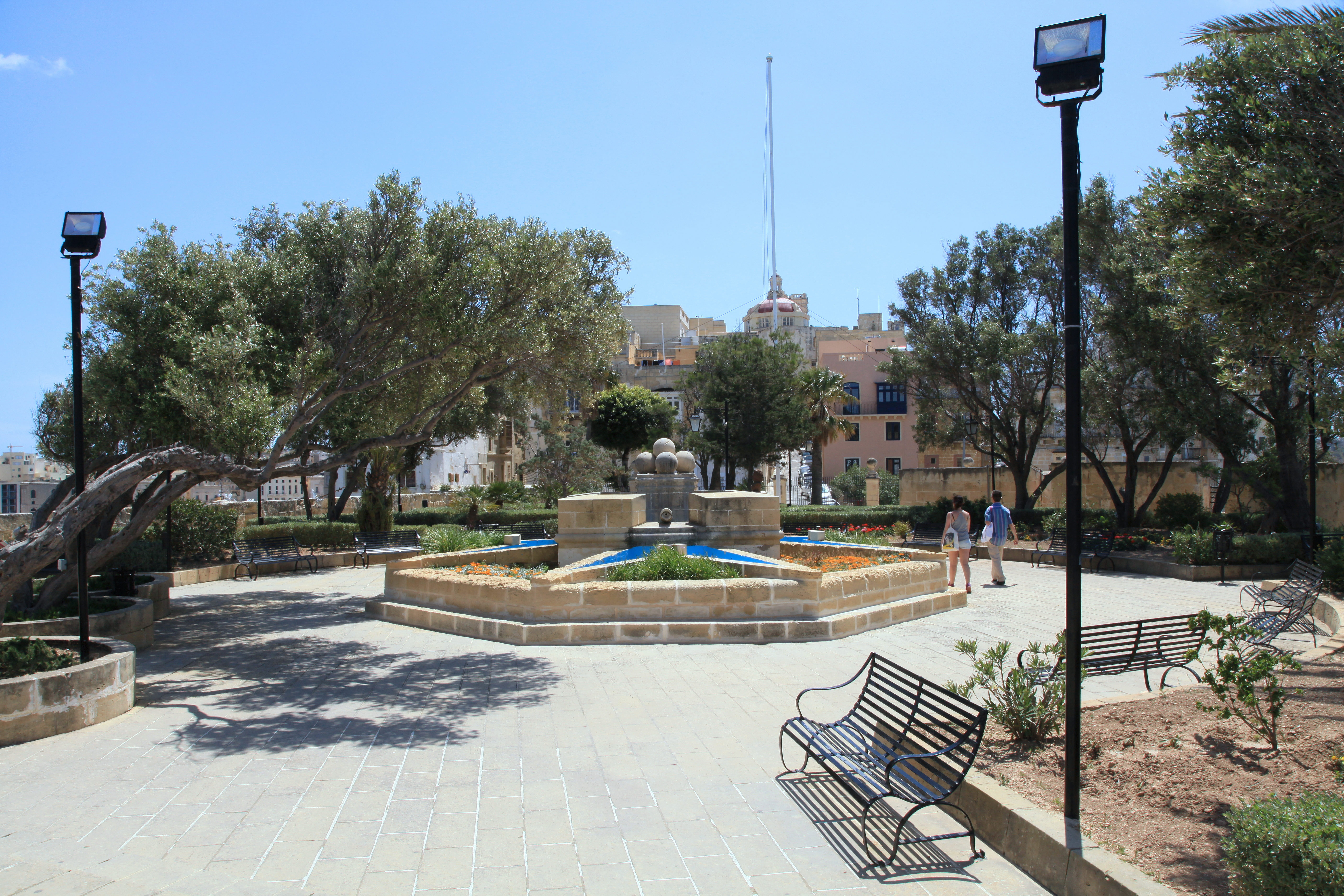
Jardín Gardjola, situado en el Espolón
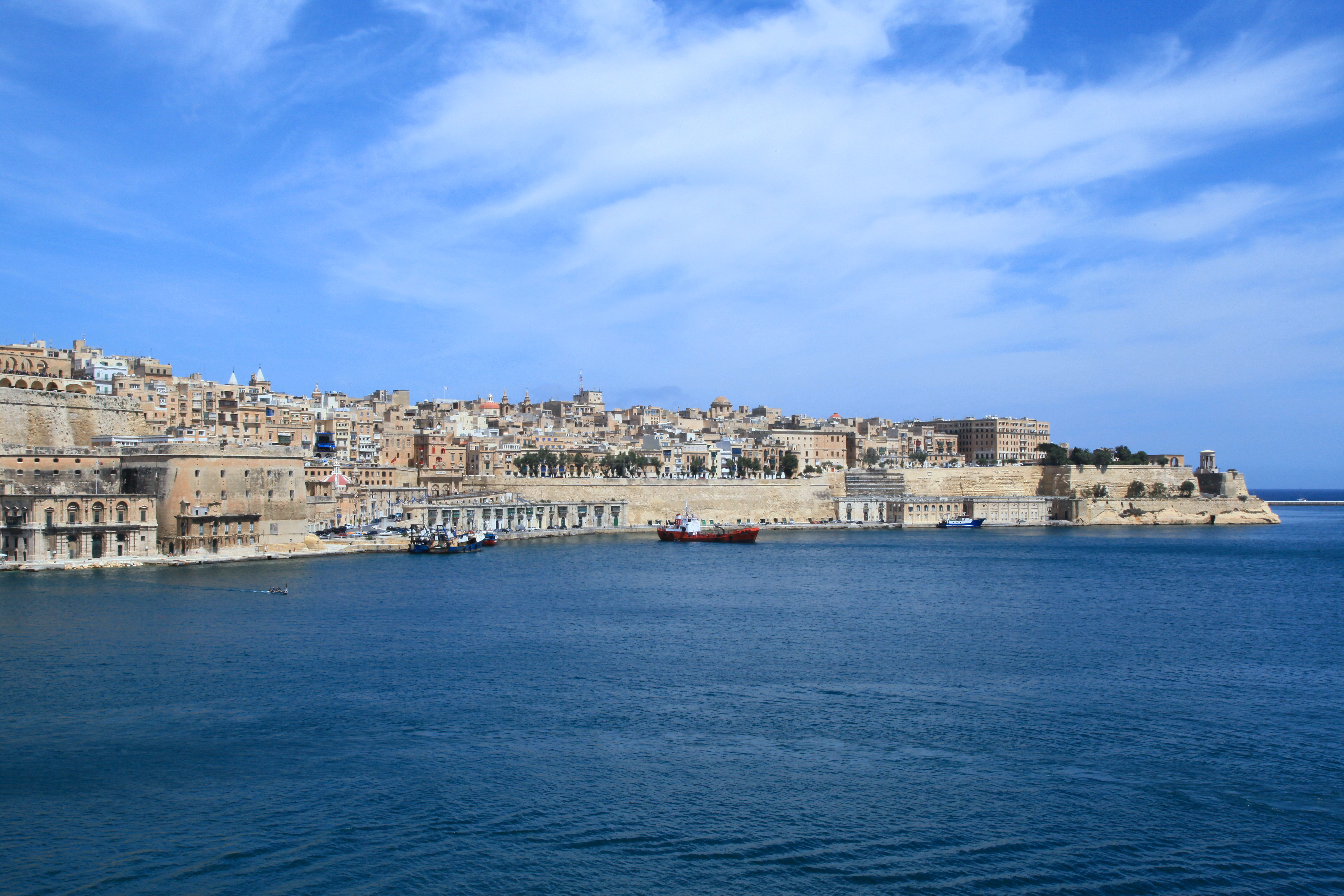
La Valeta vista desde el Espolón